# Cultus Lake
Cultus Lake är en sjö i Kanada.   Den ligger i provinsen British Columbia, i den södra delen av landet, 3 500 km väster om huvudstaden Ottawa. Cultus Lake ligger 50 meter över havet. Arean är 6,4 kvadratkilometer. Den sträcker sig 4,6 kilometer i nord-sydlig riktning, och 3,5 kilometer i öst-västlig riktning.
I omgivningarna runt Cultus Lake växer i huvudsak blandskog. Runt Cultus Lake är det mycket glesbefolkat, med 7 invånare per kvadratkilometer.